# Orchestra Sinfonica di Baltimora
L'Orchestra Sinfonica di Baltimora è un'orchestra sinfonica americana con sede a Baltimora, nel Maryland. L'Orchestra ha la sua sede principale presso la Joseph Meyerhoff Symphony Hall, dove esegue più di 130 concerti all'anno. Nel 2005 ha iniziato spettacoli regolari presso il Music Center Strathmore di Bethesda.
Marin Alsop è l'attuale direttore musicale di OSB dal 2007, il primo direttore donna in quell'incarico.

## Storia

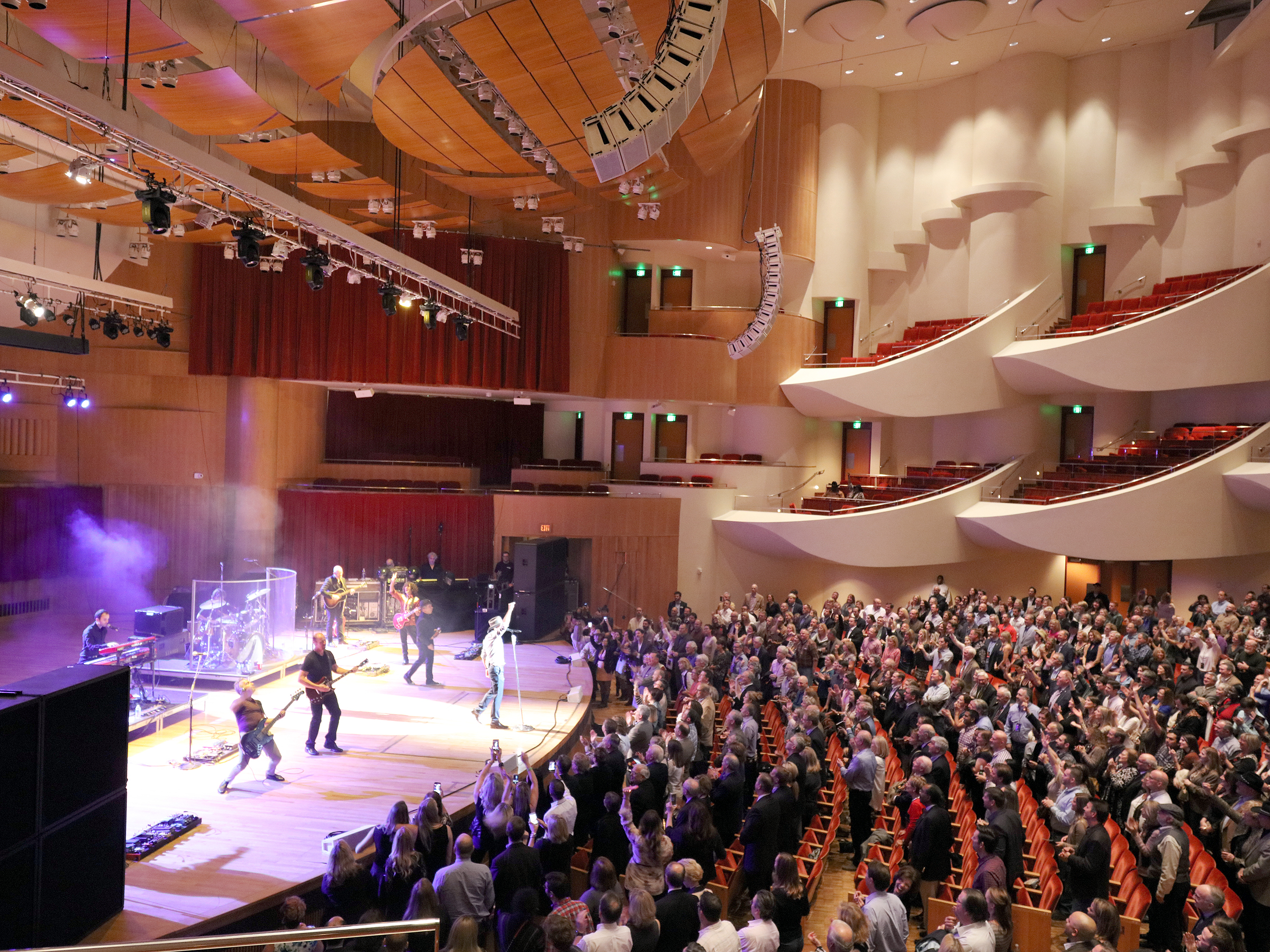
Meyerhoff Symphony Hall Interno

Fondata nel 1916, l'Orchestra Sinfonica di Baltimora è l'unica orchestra americana importante fondata fin dalle origini come un ramo del amministrazione comunale.
Riorganizzata come un istituto privato nel 1942, mantiene stretti rapporti con le amministrazioni e le comunità della città e delle contee circostanti, così come con lo Stato del Maryland.
La storia moderna dell'Orchestra Sinfonica di Baltimora risale al 1965, quando il mecenate di Baltimora Joseph Meyerhoff divenne presidente dell'Orchestra, carica che ricoprì per 18 anni. Meyerhoff nominò il direttore di origine rumena Sergiu Comissiona come direttore musicale.
Dal 2006 presidente e CEO dell'orchestra è Paul Meecham. Direttore Principale Pop dell'Orchestra Sinfonica di Baltimora è Jack Everly. Yuri Temirkanov, direttore musicale nel periodo 2000-2006, ora ha il titolo di direttore musicale emerito. L'attuale Peabody Conducting Fellow dell'orchestra è Michael Repper. Nel 2016, l'OSB ha nominato Tonya McBride Robles in qualità di Vice Presidente e General Manager.

## Sale da concerto/Luoghi di spettacolo

### Joseph Meyerhoff Symphony Hall
La Joseph Meyerhoff Symphony Hall è stata la sede dell'Orchestra Sinfonica di Baltimora fin dalla sua apertura, il 16 settembre 1982. Chiamata così dal nome di Joseph Meyerhoff, la sala dispone di 2.443 posti ed è stata sottoposta a lavori di ristrutturazione nel 1990 e di nuovo nel 2001.

### Il Music Center di Strathmore
La seconda sede dell'Orchestra è il Music Center di Strathmore, situato nel North Bethesda, Maryland con 1.976 posti a sedere. Con l'apertura del centro musicale a Strathmore nel febbraio del 2005, l'Orchestra Sinfonica di Baltimora è diventata la prima orchestra della nazione con sedi per tutto l'anno in due aree metropolitane. In qualità di socio fondatore e orchestra residente del Music Center, Orchestra Sinfonica di Baltimora ogni anno presenta 35 spettacoli nella sala da concerto.
Oltre alle sue residenze di Baltimora e Strathmore, l'orchestra si esibisce regolarmente a Frederick, Maryland, la sua serie di concerti continua più lunga, così come a Chesapeake College di Wye Mills.

## Prime importanti
L'Orchestra Sinfonica di Baltimora ha commissionato numerose opere di compositori americani, tra cui:
- Christopher Rouse: Sinfonia n. 1 (1988)[4]
- Steven Stucky: Son et lumière (1989)[5]
- Stephen Albert: Concerto per violoncello (1990)[6]
- John Harbison: Sinfonia n. 3 (1990)[7]
- Philip Glass: Ouverture per il 2012 (2012)[8]
- John Adams: Concerto per sassofono (2013)[9]
- Jonathan Leshnoff: Concerto per chitarra, scritto per il chitarrista Manuel Barrueco (2014)[10]

## Direttori musicali
| Nome Direttore d'Orchestra | Periodo di attività |
| -------------------------- | ------------------- |
| Gustav Strube              | (1917-1930)         |
| George Siemonn             | (1930-1935)         |
| Ernest Schelling           | (1935-1937)         |
| Werner Janssen             | (1937-1939)         |
| Howard Barlow              | (1939-1942)         |
| Reginald Stewart           | (1942-1952)         |
| Massimo Freccia            | (1952-1959)         |
| Peter Herman Adler         | (1959-1968)         |
| Sergiu Comissiona          | (1969-1984)         |
| David Zinman               | (1985-1998)         |
| Yuri Temirkanov            | (1999-2006)         |
| Marin Alsop                | (2007–attuale)      |

## Spettacoli/Tours
Nel 1987, l'OSB e il suo direttore musicale di allora David Zinman intrapresero un tour di concerti in Europa e Unione Sovietica. La OSB fu la prima orchestra americana in 11 anni a visitare l'Unione Sovietica dopo le relazioni culturali riprese verso la fine della guerra sovietica in Afghanistan. Sotto Zinman, l'orchestra fece la sua prima visita in Asia orientale nel 1994, cui seguirono successivamente i tour del 1997 e del 2002.
La OSB apparve anche alla Carnegie Hall, con un concerto, fra gli altri, nel febbraio 2008 con la prima per New York del concerto per percussioni di Steven Mackey Time Release con il solista Colin Currie.

## Sensibilizzazione della comunità
L'OSB esegue circa 30 concerti di formazione e prove aperte ogni anno per più di 60.000 studenti pre scuola della zona, fino al 12º grado. Le iniziative di base comprendono OSB on the Go, un programma che porta piccoli gruppi di musicisti OSB nelle scuole per i laboratori interattivi di educazione musicale, senza alcun costo per le scuole e concerti fianco a fianco, che consentono agli studenti di musica di provare un concerto di lunghezza intera a fianco dei musicisti dell'OSB. I Musicisti Arrugginiti, un programma orientato verso musicisti dilettanti adulti, permette ai partecipanti di unirsi alla OSB e fare esecuzioni sotto il suo direttore.

### OrchKids
Nel maggio 2008, l'OSB ha iniziato OrchKids, un programma di doposcuola per offrire un'esperienza musicale e di educazione per i giovani dei quartieri a basso reddito di Baltimora. In collaborazione con i partner della comunità, fornisce educazione musicale, strumenti, i pasti e tutoraggio senza alcun costo per i partecipanti. OrchKids serve più di 400 studenti provenienti dalla scuola materna fino alla quinta classe della Scuola Elementare Lockerman Bundy, Accademia Nuova canzone, Scuola elementare Mary Ann Winterling e la scuola elementare e media Highlandtown. OrchKids mantiene una facoltà di 27 lavoratori/insegnanti musicisti professionisti ed insegnanti di accademia in aula. I partner commerciali e della comunità comprendono le Baltimore City Public Schools, The Peabody Institute, la Baltimore School for the Arts, The Family League of Baltimore, l'Università del Maryland Baltimore County e altri. Il sostegno finanziario fondamentale è stato fornito dalle donazioni iniziali di $ 100.000 da Marin Alsop e oltre $ 1,000,000 di Rheda Becker e Robert Meyerhoff.

### Accademia OSB
L'Accademia OSB è un programma annuale ad alta intensità della durata di una settimana di studio, che aiuta i musicisti in erba a migliorare le loro competenze mediante l'apprendimento e le esecuzioni con l'Orchestra e il suo direttore. La Fondazione Andrew W. Mellon offre il suo supporto per la direzione all'Accademia OSB dal 2012.

### Musicisti arrugginiti
Orientata verso i musicisti dilettanti adulti, "Rusty Musicians with the OSB" (Musicisti Arrugginiti con l'OSB) è un programma in cui, per una sera, musicisti dilettanti sono invitati a unirsi ai membri della Orchestra Sinfonica di Baltimora sul palcoscenico, per fare prove ed eseguire un repertorio scelto, guidati da Marin Alsop. Il primo evento "Rusty Musicians" fu a Strathmore nel febbraio 2010, con più di 400 musicisti dilettanti partecipanti. Il programma è stato ripetuto alla Joseph Meyerhoff Symphony Hall nel settembre 2010 con quasi 300 partecipanti amatoriali adulti.

### Orchestra dei Giovani
L'Orchestra Sinfonica di Baltimora Youth (OSBY) fu fondata nel 2012 ed è composta da 3 diverse formazioni, suddivise per fasce d'età ed esperienza: la Youth Orchestra (Orchestra dei Giovani), la Concert Orchestra (Orchestra da Concerto) e la String Orchestra (Orchestra d'Archi). La OSBY si esibisce al Centro George Washington Carver per l'Arte e la Tecnologia e presso la sala Joseph Meyerhoff Symphony. La OSBY è guidata dal direttore artistico Nicola Hersh.

## Trasmissioni radio
- XM Satellite Radio: ospitato da XM Classics 110, direttore del programma Martin Goldsmith, ogni programma presenta un concerto di lunghezza intera della BSO condotto da Marin Alsop, così come le interviste dietro le quinte con Alsop e gli artisti ospiti.
- iTunes Clueless About Classical: ospitato da Marin Alsop, questi podcast sorprendono degli ascoltatori inesperti dietro le quinte della OSB, esplorando il repertorio, i compositori, i concetti musicali e la vita dell'orchestra.
- "Weekend Edition" di NPR con Scott Simon: Alsop è un ospite regolare con il suo programma "Marin Alsop in musica.
- "Performance Today" di NPR: concerti trasmessi in tutti gli Stati Uniti.
- American Public Media SymphonyCast: concerti trasmessi in tutti gli Stati Uniti

## Registrazioni
- 2012: Bartók: Musica per archi, Percussione, e Celesta; Concerto per Orchestra (Naxos)[14]
- 2012: Mahler: Sinfonia n. 1, Titan (Naxos)[15]
- 2010: Dvořák: Sinfonia n. 6 in D major, Op. 60; Nocturne in B major, Op. 40, Scherzo capriccioso, Op. 66 - 15:04 (Naxos)[16]
- 2010: Dvořák’s Sinfonia n. 7 in D minor, op. 70; Sinfonia n. 8 in G major, op. 88 (Naxos)[17]
- 2010: Gershwin: Rapsodia in blu; Concerto in fa maggiore, Jean-Yves Thibaudet, piano (Decca)
- 2009*: Bernstein: Messa: Un pezzo teatrale per cantanti, orchestrali e ballerini (Naxos)[18]
- 2009: Mark O’Connor: Americana Symphony; Variations on Appalachia Waltz (OMAC Records)
- 2008: Dvořák: Sinfonia n. 9 in E Minor, op. 95, From the New World; Symphonic Variations, op. 78 (Naxos)[19]
- 2007: Stravinsky: La sagra della primavera (iTunes)[20]
- 2007: John Corigliano: Concerto for Violin and Orchestra, The Red Violin, Joshua Bell, violin (Sony Classical)[21]
- 2004: Ives: They are there!; Three Places in New England; Holidays, Baltimore Symphony Chorus (Decca)
- 2000: Adolphus Hailstork: Intrada; Done Made My Vow;  An American Fanfare; I Will Lift Up Mine Eyes (NPR /BSO)
- 1999**: Beethoven: Concerto for Violin and Orchestra in D Major, op. 61; Serenade for Solo Violin, Strings, Harp and Percussion, Hilary Hahn, violin (Sony Classical)
- 1998: John Tavener: The Protecting Veil; Wake Up…and Die, Yo-Yo Ma, cello (Sony Classical)
- 1997: Gershwin: Concerto in F; Ravel: Piano Concerto in G Major, Hélène Grimaud, piano (Erato Disques)
- 1997***: Barber: Violin Concerto; Bloch: Baal Shem; Walton: Violin Concerto, Joshua Bell, violin (Argo/London)
- 1997: Bernstein: Candide Overture, "Symphonic Dances" from West Side Story; Fancy Free, Facsimile (Argo/London)
- 1996: Michael Daugherty: Metropolis Symphony, Bizarro (Argo/London)
- 1995: Glinka: Overture to Russlan and Ludmilla; Ippolitov-Ivanov: Caucasian Sketches, op. 10; Rimsky-Korsakov: Russian Easter Overture, op. 36; Tchaikovsky: Francesca da Rimini, op. 32; “Polonaise” from Eugene Onegin, (Telarc)
- 1995: Bernstein: “Mambo” from West Side Story: John Adams in The Chairman Dances; Aaron Jay Kernis in New Era Dance; David Schiff in Stomp; Libby Larsen in Collage-Boogie; John Harbison in Remembering Gatsby; Michael Torke in Charcoal, Robert Moran in Points of Departure; Dominick Argento in “Tango” from The Dream of Valentin; Michael Daugherty in Desi; Christopher Rouse in Bonham (Decca)
- 1994: Rachmaninoff: Sinfonia n. 3, op. 44; Symphonic Dances, op. 45 (Telarc)
- 1994: Copland: Rodeo; El salón México; Danzón Cubano; Billy the Kid (Argo/London)
- 1994+: Albert: Concerto for Cello and Orchestra; Bartók: Concerto for Viola and Orchestra; Bloch: Hebraic Rhapsody for Cello and Orchestra, “Schelomo,” Yo-Yo Ma, cello (Sony Classical)
- 1992: Rachmaninoff: Sinfonia n. 2, op. 27; “Vocalise” op. 34, n. 14 from Fourteen Songs, Sylvia McNair, soprano (Telarc)
- 1992: Barber: Adagio for Strings’ Overture to The School for Scandal, op. 5; First Essay for Orchestra, op. 12; Music for a Scene from Shelley, op. 7; Second Essay for Orchestra, op. 17; Sinfonia n. 1, op. 9 (Argo/London)
- 1992: Elgar: Sinfonia n. 1, op. 55; Pomp and Circumstance Military Marches Nos. 1 and 2, op. 39 (Telarc)
- 1992: Christopher Rouse: Sinfonia n. 1; Phantasmata (Nonesuch)
- 1991: Stravinsky: The Firebird Suite (1919 version); Petrushka (1947 version); Fireworks, op. 4 (Telarc)
- 1991: Michael Torke: Green; Purple; Ecstatic Orange; Ash; Bright Blue Music (Argo/London)
- 1991: Berlioz: Roman Carnival Overture, op. 9; Les Francs-Juges Overture, op. 3; Symphonie fantastique, op. 14 (Telarc)
- 1991: Schumann: Sinfonia n. 2, op. 61; Sinfonia n. 3, op. 97, “Rhenish” (Telarc)
- 1991: Britten: Diversions for Piano Left Hand and Orchestra; Laderman: Concerto for Orchestra, Leon Fleisher, piano (Phoenix USA)
- 1990: Tchaikovsky: Concerto n. 1 for Piano and Orchestra, op. 23; Rachmaninoff: Rhapsody on a Theme of Paganini, op. 43, Horacio Gutiérrez, piano (Telarc)
- 1990: Tchaikovsky: Sinfonia n. 4, op. 36; Romeo and Juliet Overture-Fantasy (Telarc)
- 1990: Schumann: Sinfonia n. 1, op. 38; “Spring,” Sinfonia n. 4, op. 120 (Telarc)
- 1989: Elgar: Cockaigne Concert Overture, op. 40; “In London Town,” Variations on an Original Theme, op. 36; “Enigma Variations,” Serenade for Strings, op. 20, Salut d’amour, op. 12, “Love’s Greeting” (Telarc)
- 1989++: Barber: Concerto for Cello and Orchestra, op. 22; Britten: Sinfonia for Cello and Orchestra, op. 68, Yo-Yo Ma, cello (Sony Classical)
- 1988: Berlioz: Overture to Benvenuto Cellini, op. 23; “Love Scene” from Roméo et Juliette; “Minuet of the Will-o’-the-Wisps” from The Damnation of Faust; “Dance of the Sylphs” from The Damnation of Faust; “Rakóczy March” from The Damnation of Faust; Le Corsaire Overture; “Trojan March” from Les Troyens; “Royal Hunt and Storm” from Les Troyens, Sylvia McNair, soprano; Richard Leech, tenor; Boys from the Choir of St. Michael and All Angels; Boys from the Choir of St. David’s Episcopal Church; Baltimore Symphony Chorus (Telarc)
- 1984: Brahms (orchestrated/Schoenberg): Quartet for Piano Vox and Strings n. 1, op. 25, Vox
- 1982: Ravel: Alborada del gracioso; Rapsodie espagnole; Concerto in Piano Left Hand in D Major, Leon Fleisher, piano (Vanguard)
- 1981: Saint-Saëns: Sinfonia n. 3 in C Minor, op. 78, “Organ” (Silverline)
- 1980: Respighi: Feste Romane; Pini di Roma (Vanguard)

(*2010 Grammy Nominee)
(**2000 Grammy Nominee)
(***1998 Grammy Nominee)
(+1995 Two-time Grammy Award Winner)
(++1990 Grammy Award Winner)